# Comus (divinità)
Comus è il nome attribuito, nella tarda antichità, 
alla personificazione semidivina del komos, quel genere di baldoria alcolica che ricorreva nei rituali dionisiaci e nel simposio.
La personificazione del komos non è menzionata nella mitologia greca e romana ma compare unicamente con riferimento all'arte figurativa. Filostrato il Vecchio (III secolo) ce lo menziona nelle sue Εἰκόνες (Immagini), descrivendo uno degli affreschi di una villa romana di Napoli: la mano del pittore lo aveva raffigurato come un giovane alato e sbronzo, con le gambe incrociate, dal volto paonazzo e il capo reclino sul petto. In mano aveva una lancia e nell'altra una torcia rovesciata. 
La figura di Comus è ripresa come soggetto di una stravagante opera in prosa (Comus, sive Phagesiposia Cimmeria, de luxu Somnium, dell'umanista, musicologo e poligrafo Erycius Puteanus, del 1608) e dell'omonima masque di John Milton. 
Negli anni settanta, assieme al personaggio della masque miltoniana, ha ispirato il nome dell'omonimo gruppo musicale.